# Arribada (Cabo Verde)
Arribada es una localidad caboverdiana del municipio de Santa Catarina.

## Geografía
La localidad está situada en la isla de Santiago.

## Organización territorial
La localidad abarca los lugares y barrios de:
- Arribada
- Arribada Cima
- Arribada Coelho
- Conteira
- Covão Jorge
- Cutelo